# Ángel Fernández Artime
Ángel Fernández Artime, S. D. B. (Luanco, 21 de agosto de 1960), es un cardenal católico español, proprefecto del Dicasterio para los Institutos de Vida Consagrada y las Sociedades de Vida Apostólica desde 2025. Fue rector mayor de la Congregación Salesiana, entre 2014 y 2024.

## Biografía
Nació en una familia de pescadores, el 21 de agosto de 1960, en la parroquia de Santa María de la Anunciación de Luanco, del concejo asturiano de Gozón.
A partir de 1970 asistió a un internado en Astudillo y posteriormente a un colegio en Cambados durante tres años y luego al Centro Don Bosco de León.
Estudió Filosofía en la Universidad de Valladolid, y Teología en Santiago de Compostela. También realizó una pasantía Pastoral de dos años en León. Obtuvo las licenciaturas en Teología pastoral, Filosofía y Pedagogía.

### Vida religiosa
Ingresó en la Congregación de los Salesianos, completando el noviciado en Mohernando. Realizó su primera profesión de votos religiosos el 3 de septiembre de 1978, y la profesión solemne el 17 de junio de 1984, en Santiago de Compostela.
Su ordenación sacerdotal fue el 4 de julio de 1987, en León.
Trabajó inicialmente como profesor y pastor en el Colegio Santo Ángel de Avilés. Luego trabajó como delegado para la Pastoral Juvenil en la Inspectoría de León de los Salesianos y dirigió el Colegio Don Bosco de Orense. También fue miembro del Consejo Provincial y actuó como vicario del provincial. De 2000 a 2006, fue provincial de la Orden Provincia de León. También fue miembro de la comisión técnica que preparó el 26.° Capítulo General de los Salesianos, celebrado en 2008.
En 2009 fue nombrado provincial de la Inspectoría Argentina Sur, con sede en Buenos Aires, en este período tuvo la oportunidad de conocer y colaborar personalmente con el entonces arzobispo de Buenos Aires, cardenal Jorge Mario Bergoglio (papa Francisco).

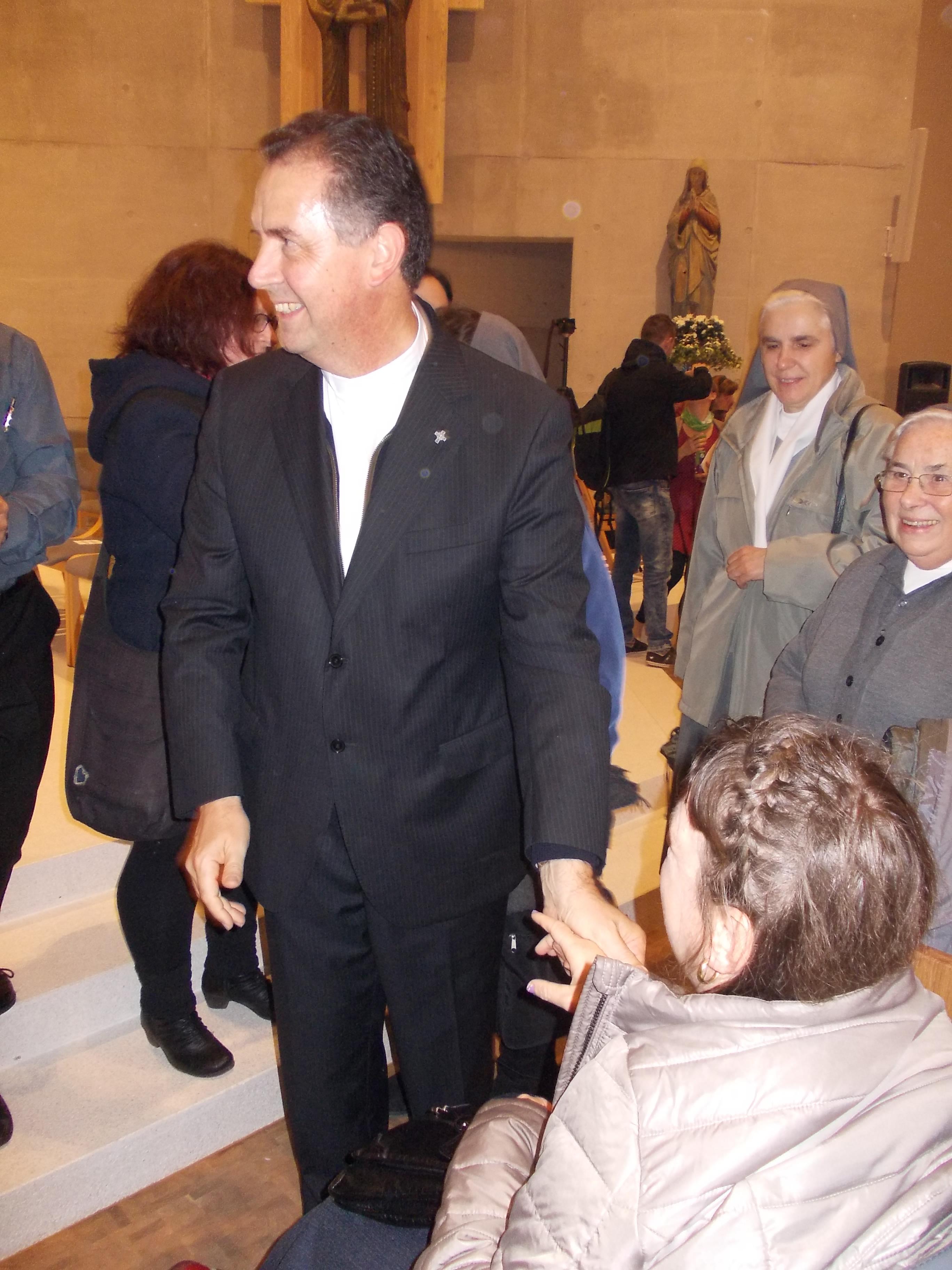
Fernández Artime en 2015.

El 23 de diciembre de 2013, fue nombrado provincial de la Provincia Sur de la Orden Española de María Auxiliadora, con sede en Sevilla, cargo que iba a ocupar en mayo. Sin embargo, ya no asumió esta tarea pues el 25 de marzo de 2014, fue elegido rector mayor por el 27.° Capítulo General de los Salesianos. Es el primer español y el tercer no italiano[cita requerida] en convertirse en rector de los Salesianos.
Como rector mayor, presidió la inauguración de las celebraciones del 200 cumpleaños de San Juan Bosco el 24 de enero de 2015, en Turín.
El 11 de marzo de 2020, fue confirmado en este cargo por el 28.° Capítulo General. En su calidad rector mayor, es también Gran canciller de la Universidad Pontificia Salesiana y de la Universidad Pontificia de Auxilium (2014-2021), así como del Pontificium Institutum Altioris Latinitatis. 
En 2018, participó en la XV Asamblea general ordinaria del Sínodo de los obispos.

## Cardenalato
Fue creado cardenal por el papa Francisco durante el consistorio del 30 de septiembre de 2023, con el titulus de cardenal diácono de Santa María Auxiliadora en Vía Tuscolana. Es el primer superior de una congregación religiosa en ser nombrado cardenal. Es el primer cardenal elegible sin ordenación episcopal desde Roberto Tucci en 2001. Tomó posesión formal de su Iglesia Titular el 17 de diciembre del mismo año.
El papa Francisco ha anunciado que se le asignará una nueva tarea, aún desconocida, a partir del 1 de agosto de 2024. Con efectos a partir del 31 de julio de 2024, Fernández Artime tendría que dimitir de su cargo de rector mayor de los Salesianos.
El 4 de octubre de 2023, fue nombrado miembro del Dicasterio para los Institutos de Vida Consagrada y las Sociedades de Vida Apostólica.
El 5 de marzo de 2024, el papa Francisco lo nombró arzobispo titular de Ursona, contrariamente a la práctica habitual según la cual los cardenales renuncian a sus sedes titulares con la creación cardenalicia. Fue consagrado el 20 de abril del mismo año, en la Basílica de Santa María la Mayor; a manos del cardenal Emil Paul Tscherrig. Renunció al cargo de arzobispo titular de Ursona inmediatamente después de su consagración.
En relación con su ordenación episcopal, anunció que, con un permiso especial ("decreto dispensa") del Papa, seguiría ejerciendo su cargo como rector mayor de los Salesianos hasta el 16 de agosto de 2024, cuando anunciaría su dimisión en el cargo. En esa fecha determinada, Fernández Artime firmó su renuncia en la Basílica de Juan Bosco, tras presidir una misa por el natalicio de don Bosco, y por el cierre del Sínodo Salesiano de los Jóvenes. El vicario general, el italiano Stefano Martoglio, asumió las funciones del gobierno ad interim, hasta el próximo Capítulo General en febrero de 2025.
El 6 de enero de 2025, el papa Francisco lo nombró proprefecto del Dicasterio para los Institutos de Vida Consagrada y las Sociedades de Vida Apostólica.
El 16 de julio de 2025 fue nombrado, por el papa León XIV, legado pontificio para las basílicas de San Francisco y de Santa María de los Ángeles de Asís.

## Escudos de armas
|                           |
| Cardenal (Como sacerdote) |

|                           |
| Cardenal (Como arzobispo) |